# Ariaramnes I
Ariaramnes I (en grec antic Ἀριάμνης) era fill adoptiu i probablement nebot del primer sàtrapa o rei de Capadòcia Ariarates I. Que el nom era Ariaramnes s'ha pogut establir per les monedes.
Quan els macedonis van ocupar el país l'any 322 aC va poder fugir a Armènia. El 315 aC, amb el suport de Cassandre, va tornar al país des d'Armènia amb l'ajut del rei armeni Ardoates. Els senyors locals, molts d'origen persa, que havien patit expropiacions sota el macedonis, li van donar suport, i tota Capadòcia es va aixecar al seu favor. El sàtrapa Amiertes o Amintes, designat per Antígon el borni un parell d'anys abans, va morir a la lluita i Ariaramnes I va ser proclamat rei. Les reduïdes forces macedònies van ser aniquilades o van deixar el país, que va restar independent.
Després de la batalla d'Ipsos Capadòcia va quedar dins els dominis de Seleuc I Nicàtor, i el rei, per assegurar-se el poder, i amb problemes a causa d'una guerra amb el Pont, va acceptar la seva autoritat i li va pagar tribut. Probablement des de llavors va portar el títol de sàtrapa. Va morir un temps després, potser el 290 aC, en tot cas abans del 281 aC, i el va succeir Ariarates II, probablement el seu fill.